# Let's Get It Crackin'
Let's Get It Crackin' è un singolo del rapper statunitense Deuce, il primo estratto dal primo album in studio Nine Lives e pubblicato il 28 novembre 2011 negli Stati Uniti d'America e il 13 dicembre dello stesso anno in Canada.

## Tracce
1. Let's Get It Crackin' (feat. Jeffree Star) – 4:48